# Martyna Bierońska
Martyna Ewelina Bierońska (ur. 8 listopada 1984) – polska mistrzyni sztuk walki, reprezentantka Polski w sportowym jujitsu.
Wychowała się w małej wsi Staniowice koło Kielc. Po ukończeniu szkoły średniej przeniosła się do Katowic, aby studiować na uniwersytecie. Jako student pierwszego roku w wieku 19-tu lat rozpoczęła treningi judo w ramach wychowania fizycznego jako przedmiot wybrany przez grupę. Po roku jej trener zarekomendował ją jako partnera Ryszarda Matuszczyka w dyscyplinie par Duo System do klubu sportowego jujitsu Energetyk Jaworzno.. W 2007 roku została członkiem polskiej drużyny sportowego jujitsu w kolejnej dyscyplinie Fighting System, a od 2011 roku łączy Fighting System z dyscypliną Ne-waza (brazylijskie jiu-jitsu). Trenowała w Klubie Sportowym Budowlani w Sosnowcu pod okiem trenera Mariana Jasińskiego. Jest trzykrotnym indywidualnym mistrzem świata - 2015, 2016, 2017 w dyscyplinie Fighting System kat. -55 kg, a także mistrz świata w ne-waza z 2011 roku.